# Casasola
Casasola är en kommun i Spanien.   Den ligger i provinsen Provincia de Ávila och regionen Kastilien och Leon, i den centrala delen av landet, 100 km väster om huvudstaden Madrid. Antalet invånare är 124. Arean är 18,0 kvadratkilometer.
Terrängen i Casasola är platt åt nordost, men åt sydväst är den kuperad.